# Myrtis fanny
Myrtis fanny е вид птица от семейство Колиброви (Trochilidae), единствен представител на род Myrtis. Среща се в Еквадор и Перу.

## Разпространение
Видът е разпространен в Еквадор и Перу.